# Sergej Bobrov
Sergej Bobrov (Perm', 3 gennaio 1967) è un regista russo.

## Filmografia parziale

### Regista
- Poslednij zaboj (2006)
- Real'nyj papa (2008)